# Rudolf Kilb
Rudolf Kilb (* 1938) ist ein ehemaliger hessischer Polizist und war in den Jahren von 1994 bis 2003 Polizeipräsident des Polizeipräsidium Südhessens. Er ist in erster Ehe verheiratet und lebt mit seiner Ehefrau Christa in Wiesbaden.

## Der Polizeibeamte
Rudolf Kilb trat im Jahre 1957 als Polizeiwachtmeister in die Hessische Polizei ein und wurde 1965 in Wiesbaden zum Polizeikommissar ernannt. Bereits im Rang des Polizeihauptkommissars besuchte er in den Jahren 1971–1972 die Polizei-Führungsakademie in Münster-Hiltrup, nach dem erfolgreichen Abschluss erfolgte 1973 die Beförderung zum Polizeirat. In den Jahren von 1974 bis 1986 leitete Polizeioberrat Rudolf Kilb die Polizeiinspektion Rheingau-Taunus-Kreis und die Polizeidirektion der Stadt Wiesbaden, bevor er 1986 zum Polizeidirektor ernannt als Leiter der Schutzpolizei beim Polizeipräsidenten in Wiesbaden eingesetzt wurde. Von 1987 bis 1994 war er Vertreter des Polizeipräsidenten in Wiesbaden, ab 1989 im Dienstrang des Leitenden Polizeidirektors als Chef von Schutz- und Kriminalpolizei. Im Jahre 1987 umriss er als Polizeivizepräsident seine klaren Vorstellungen, die sein Handeln in den kommenden Jahren bestimmen sollen:

„[...] Eine Entfremdung vom Bürger trat verstärkt dann ein, als infolge notwendiger Kräftekonzentrationen Polizeiposten und kleine Stationen aufgelöst wurden und auch - durch Arbeitsüberlastung bewirkt - die Kriminalpolizei eine immer stärkere Zentralisierung vornahm. Alle Zentralisierungsmaßnahmen, die auch aus der Personalnot heraus geboren waren, haben keine Verbesserung bei der Kriminalitätsbekämpfung bewirkt. Die Verbesserung der Arbeitsabläufe durch die Zentralisierung hat letztlich nur eine Rationalsierung in der Kriminalitätsverwaltung gebracht. [...]
Gerade bei den Massendelikten ist es erforderlich, dass die Bearbeitung des Deliktes durch den anzeigenaufnehmenden Beamten erfolgen muss. Hier wird in besonderer Weise ein Vertrauensverhältnis zwischen dem Bürger, der Geschädigter ist, und der Polizei aufgebaut. Für den Bürger ist unerklärlich, dass bei einem Diebstahl aus einem Kfz ggf. eine Bearbeitung in der Weise erfolgt, dass der Funkstreifendienst eine Anzeige aufnimmt und eine fernabliegende Kriminalpolizeidienststelle die Anzeige weiterbearbeitet. [...]
Für meinen Dienstbezirk darf ich darlegen, dass ich von jedem uniformierten Beamten die tägliche Fußstreife verlange. Dieser Auftrag gilt für alle Beamten, d.h. Dienststellenleitung, Innendienst, Ermittlungsgruppen und Dienstgruppen. Von der Spitze bis zum letzten Streifenbeamten sind alle verpflichtet, bei der Erfüllung ihrer Aufgaben diese tägliche uniformierte Fußstreife einzuplanen. [...]“

## Der Polizeipräsident
Das CDU-Mitglied Rudolf Kilb wurde im Dezember 1994 von dem damaligen hessischen SPD-Innenminister Gerhard Bökel zum Polizeipräsidenten des Polizeipräsidiums Darmstadt mit dem klaren Auftrag einer durchzuführenden Polizeireform ernannt. In die südhessische Metropole, deren Polizei 31 Jahre lang von einem SPD-Mitglied und Sohn Darmstadts geführt wurde, zog nun „der schwarze scharfe Hund“ aus Wiesbaden ein: „der General kommt“ – Kilb galt als kompromisslos streng.
Mit der Grenzöffnung 1989, der Auflösung der Sowjetunion und insbesondere der Flüchtlingswelle in Folge der Jugoslawienkriege ging ein stetiger Anstieg der Kriminalität einher, der Anpassungen in der Polizei notwendig machten. Nach den Ergebnissen der Arbeitsgruppe Neuorganisation wurde die Darmstädter Polizeibehörde zum November 1995 gemäß ministeriellem Erlass neu geregelt. Im Kern stand eine dezentrale tatzeitnahe Sachbearbeitung der Massenkriminalität mit einer Integration der bisherigen Sparten von Kriminalpolizei und Schutzpolizei mit dem Ziele einer effektiven Kriminalitätsbekämpfung, die im Wesentlichen durch eine Ausflächung der polizeilichen Ermittlungsgruppen auf die Reviere und Stationen umgesetzt wurde. 1996 wurden 87 % der Straftaten dezentral und nur 13 % zentral bearbeitet.
Im Jahre 2001 hatte Kilb das bisherige Polizeipräsidium Darmstadt mit den Polizeidirektionen Bergstraße, Groß-Gerau und Odenwald zu einem der sieben hessischen Flächenpräsidien als Polizeipräsidium Südhessen unter dem Dach des neu geschaffenen Landespolizeipräsidium zusammengeführt. Die drei Landräte verloren ihre Zuständigkeit für den Polizeivollzugsbereich, die Einsatzleitungen bei den Regierungspräsidenten (Mittelstufe) entfielen ersatzlos. Damit wurde eine Behörde mit rund 1900 Mitarbeitern geschaffen, die rund 1,3 Millionen Menschen auf einer Fläche von 2580 km² betreut.
Nach einer BKA-Arbeitstagung im Jahre 1996 entstand bei Rudolf Kilb die Idee, die Ergebnisse in einem zweijährigen wissenschaftlich begleiteten Modellprojekt Pro Opfer mit dem Ziel der Professionalisierung der Polizei im Umgang mit Opfern und Zeugen (PUMOZ) in enger Zusammenarbeit der Polizei Darmstadt, TU Darmstadt und des Kriminalistischen Institut des BKA umzusetzen. Das Gesamtvorhaben umfasste Innovationen im polizeilichen Bereich, wie strukturelle Verbesserungen bei Vernehmungen oder Vermittlung von Basiswissen zu Bedürfnissen und Erwartungen von Geschädigten, als auch eine Veränderung der Bewertung polizeilichen Handelns, auch im Hinblick auf die Wahrnehmung und Befindlichkeiten von Opferzeugen.

„[...] Herr Polizeipräsident Rudolf Kilb hat das Projekt PUMOZ zu seiner persönlichen Angelegenheit gemacht und dankenswerterweise jene administrativen Weichen gestellt, über die das Gesamtvorhaben auf Erfolgskurs gehalten werden konnte.“

Rudolf Kilb wurde zum 31. Dezember 2003 aus dem Dienst, auch unter großer Anerkennung früherer Defätisten, verabschiedet.

## Derandere Kilb
Der konsequent agierende Hardliner überraschte seine Umwelt als Genuss-Mensch auf höherem Niveau, der neben seiner Liebe zu Sport, Musik und Literatur, gutes Essen schätze und keinen Hehl aus seiner Verbundenheit zu Land und Leute Frankreichs machte. Herausragend waren die Veranstaltungen von Serenadenkonzerten im Innenhof des Polizeipräsidiums unter Mitwirkung des Hessischen Polizeiorchesters, sowie Adventskonzerten in wechselnden Kirchen Südhessens. Seine ausgeprägte Tennisleidenschaft wurde bei den Ausrichtungen von PP – Open - Turnieren auf dem Sportgelände der Präsidiums deutlich.
Ein besonderer Clou war die Anlage eines Weinbergs auf einer Südlage im Gelände des Darmstädter Polizeipräsidiums im Jahre 1995. Mit Unterstützung ein Weinfachlaboratoriums in Oestrich-Winkel, der Hessische Staatsweingüter Kloster Eberbach und des Roßdörfer Winzers Edling wurden in den Grenzen des EU-Weinrechts neunundneunzig Weinreben der Rebsorte Weißer Burgunder, die Rudolf Kilb zahlte, gepflanzt. Die Jahresproduktion der rund 300 Flaschen jährlich, als Spezialprävention bezeichnet, wird bei Veranstaltung des Präsidiums, zu Krankenbesuchen und Ehrungen verwendet. Damit dürfte das PP Südhessen die einzige Polizeidienststelle der Welt mit eigenem Weinberg sein. In direkter räumlicher Nähe des Rebhangs wurde nach einer stattlichen Spende des Polizeipräsidenten Kilb, der weitere Zuwendungen von Gewerkschaften und Sponsoren folgten, von den Mitarbeitern eine Grillhütte errichtet, die vierzig Personen Platz bietet. Die sogenannte Rudolf-Kilb-Hütte wird seither zu dienstlichen Zwecken und für gesellige Veranstaltungen der Behörde und ihrer einzelnen Dienststellen genutzt.